# Joseph Holthaus
Johann Joseph Clemens (Joseph) Holthaus (Groningen, 19 februari 1879 – Rotterdam, 10 oktober 1943) was een Nederlands tenor, muziekpedagoog en conservatoriumdirecteur.
Hij was zoon van magazijnchef manufacturen Johann Theodor Clemens Holthaus en Aleida Jacoba Hendrina Wanders. Hij was getrouwd met Hermania Johanna Peterse; hun zoon Clemens Holthaus ging ook de muziek in, maar dan als muziektherapeut. Joseph Holthaus overleed aan een hartinfarct en werd begraven op de Algemene Begraafplaats Crooswijk.
Hij kreeg in eerste instantie een opleiding op piano, viool en orgel. Zijn stem viel op en dat leidde tot een zangstudie bij Jos. Tyssen in Stuttgart en Aaltje Noordewier-Reddingius in Nederland. In 1916 debuteerde hij in de opera Samson van Georg Friedrich Händel. Hij gaf vervolgens concerten in binnen- en buitenland, maar wendde zichzelf al snel tot het lesgeven. Hij werd in 1923 directeur van het Conservatorium van Blauw, opgericht in 1917) aan de Mauritsweg 4, dat al snel in de volksmond Conservatorium Holthaus heette. Dit ging een samenwerking aan met de Rotterdamse Dansschool van Corrie Hartong. Nog voor de Tweede Wereldoorlog werd die samenwerking beëindigd, de dansschool ging een fusie aan met het Rotterdams Toonkunst Conservatorium. De panden van beide conservatoria werden op 14 mei 1940 tijdens het Bombardement op Rotterdam verwoest, er werd besloten samen verder te gaan aan de Mathenesserlaan onder de twee (hoofd)directeuren Willem Pijper en Jos. Holthaus.